# Джордж Дейвід Замка

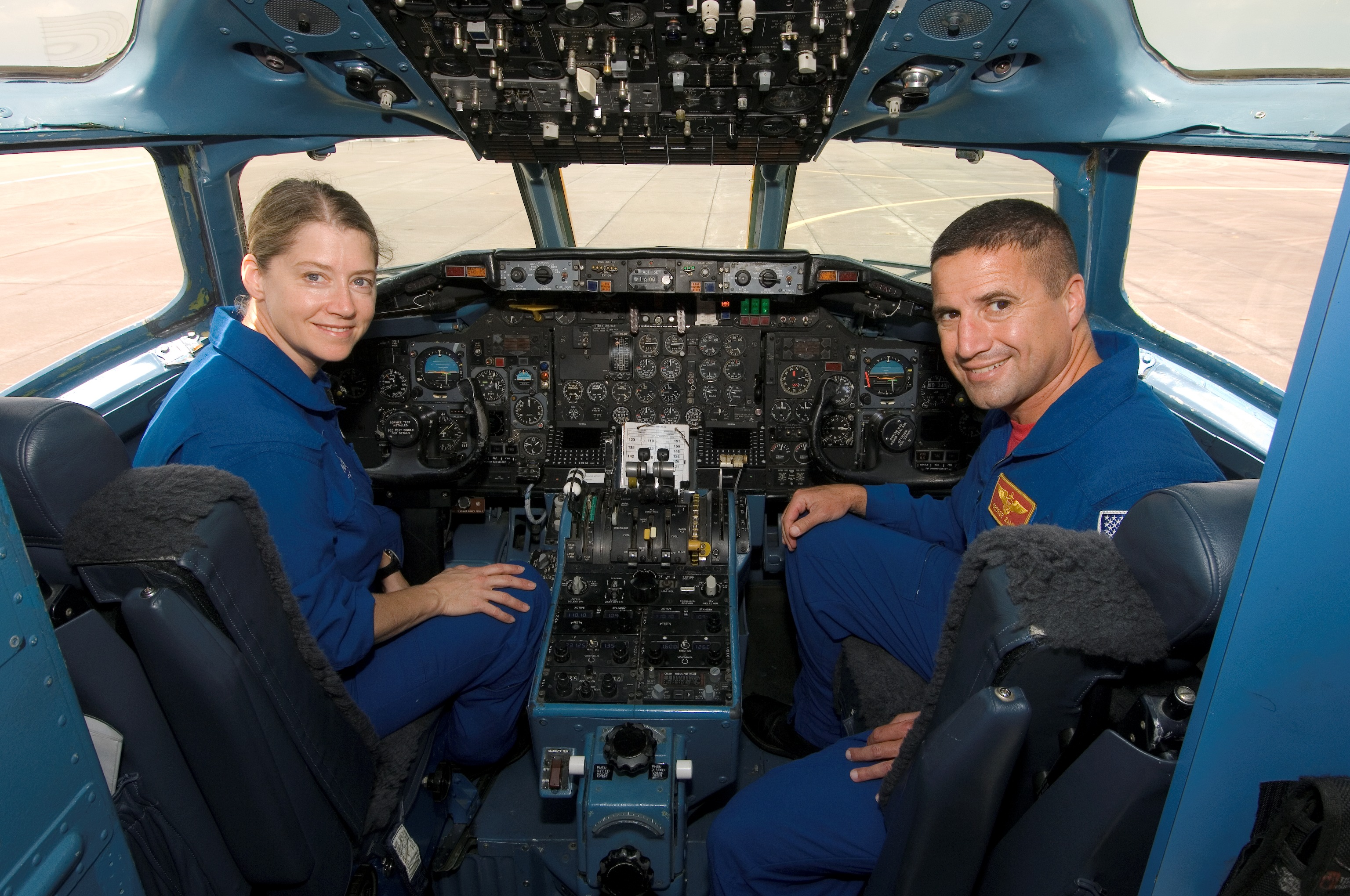
Підготовка до STS-120, в кабіні DC-9.

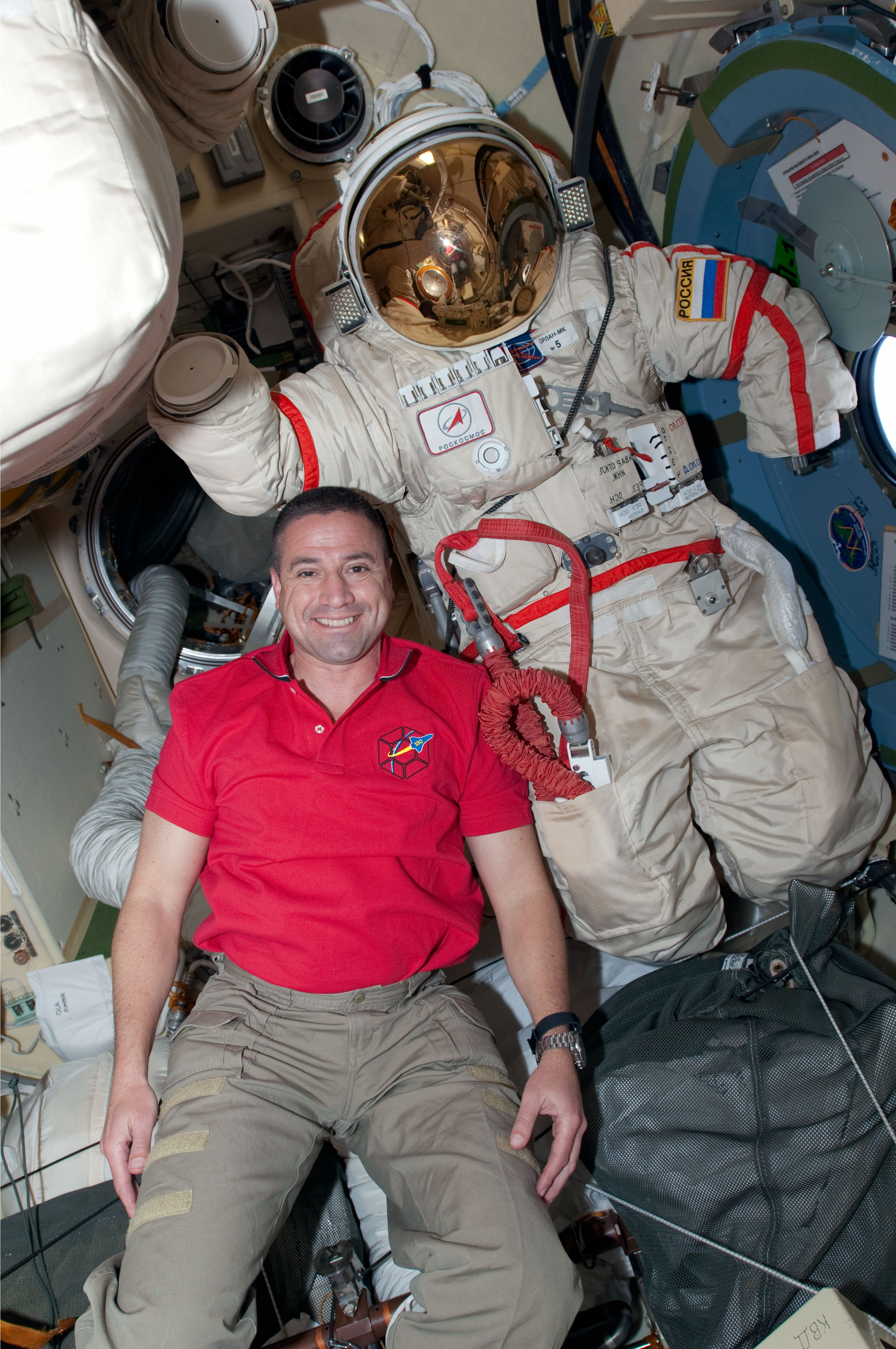
STS-130: на орбіті.

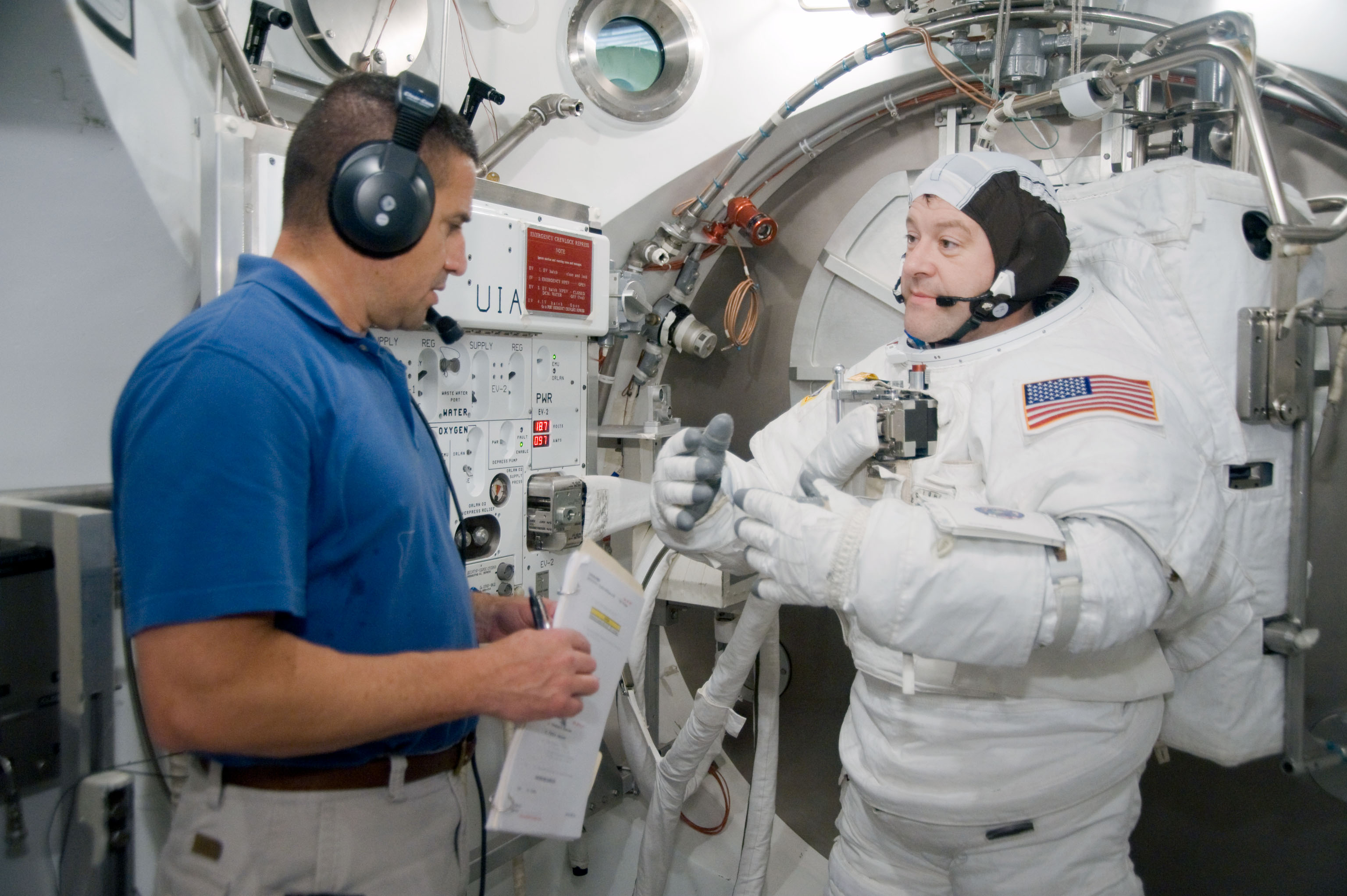
На тренуванні, Замку зліва.

Джордж Де́йвід За́мка (англ. George David 'Zambo' Zamka); народ. 1962 р.) — астронавт НАСА. Здійснив два космічні польоти на шаттлах: STS-120 (2007, «Діскавері») і STS-130 (2010, «Індевор»), полковник КМП США.

## Особисті дані та освіта
Джордж Замка народився 29 червня 1962 року в місті Джерсі-Сіті, штат Нью-Джерсі, але своїм рідним вважає місто Рочестер, Мічиган, де у 1980 році закінчив середню школу. У 1984 році отримав ступінь бакалавра в області математики у Військово-морській Академії США, місто Аннаполіс, штат Меріленд. 1997 року отримав ступінь магістра наук в області систем управління у Флоридському технологічному інституті.
Одружений з Елізою П. Вокер з міста Раймонд, штат Міссісіпі, у них одна дитина. Його інтереси: підняття тягарів, біг, їзда на велосипеді, плавання і катання на човнах. Його мати, Софія Замку, проживає в місті Лейк-Мері, штат Флорида. Його батько, Конрад Замку живе в місті Індіанаполіс, штат Індіана.

## до НАСА
Після закінчення Військово-морської академії США в травні 1984 року, Замка був направлений в Корпус морської піхоти США. В грудні 1984 року вступив до Школи морської піхоти (базовий курс), потім був направлений у Військово-морський флот, на авіабазу Ель-Торо, штат Каліфорнія. Замка побував в Японії, Кореї та на Філіппінах, з 1990 року став літати на морському всепогодному винищувачі F / A-18 Hornet. Замка здійснив 66 бойових вильотів над окупованою територією Кувейту та Іраку під час операції «Буря в пустелі». У 1993 році був переведений на авіабазу в Кемп-Пендлтон, штат Каліфорнія, потім служив на борту авіаносця «USS Белло Вуд» у західній частині Тихого океану. Він був направлений в Школу ВПС льотчиків-випробувачів, яку закінчив в грудні 1994 року. Замка був призначений тест-пілотом на F / A-18. Замка займався різноманітними випробуваннями літака F / A-18 Hornet: польоти з великим кутом атаки, різноманітними вантажами і системами зброї. З 1998 року став служити співробітником з технічного обслуговування повітряних суден, розгорнутих на авіабазі «Івакуні», Японія, тут він дізнався про запрошення в НАСА. Має наліт понад 2700 годин на більш ніж 30 різних типах літаків..

## Підготовка до космічних польотів
Брав участь в 16-му наборі астронавтів. Червем 1998 року був зарахований до загону НАСА у складі сімнадцятого набору, кандидатом в астронавти. З серпня 1998 року почав проходити навчання за курсом загальнокосмічної підготовки (ОКП). По закінченні курсу, в серпні 1999 року отримав кваліфікацію «пілот корабля» і призначення в Офіс астронавтів НАСА.

## Польоти у космос
- Перший політ — STS-120, шаттл «Діскавері». З 23 жовтня по 7 листопада 2007 року як «пілот корабля». В цьому польоті Памела Мелрой — друга жінка-командир шаттла. Доставка і монтаж виготовленого в Італії з'єднувального модуля «Гармонія». Модуль «Гармонія», також як і модулі «Юніті» та «Node 3», є з'єднувальним вузлом між дослідницькими, житловими, шлюзовими і функціональними модулями МКС. Модуль «Гармонія» служить сполучною ланкою між американською лабораторією «Дестини», європейським дослідницьким модулем «Колумбус» і японським дослідницьким модулем «Кібо». «Колумбус» доставлений на орбіту в лютому 2008 року на шатлі «Атлантіс» STS-122, «Кібо» планується доставити в березні 2008 року на шатлі «Індевор» STS-123. На модулі «Гармонія» буде встановлено стикувальний модуль для американських шатлів і стикувальний модуль для японських вантажних кораблів HTV. До модуля «Гармонія» будуть також пристиковуватися багатофункціональні вантажні модулі. Тривалість польоту склала 15 діб 2:00 23 хвилини.
- Другий політ — STS-130, шаттл «Індевор». З 8 по 22 лютого 2010 року як «командир корабля». Доставка і установка на МКС модуля «Транквіліті» («Спокій») і модуля «Купол». Модуль «Транквіліті» — останній американський модуль МКС. У модулі «Транквіліті» розміщуються системи життєзабезпечення екіпажу, туалети і тренажери. Виготовлений в Італії модуль «Купол» пристикований до модуля «Транквіліті». За допомогою лазерного сканера і камери з високим дозволом, встановлених на подовжувачі робота-маніпулятора шаттла, астронавти провели обстеження теплозахисного покриття днища і окраїн крил шатла. Після стикування з МКС, Джордж Замка, Кетрін Хайр і Стівен Робінсон були зайняті перенесенням доставленого на станцію устаткування й матеріалів. На п'ятому дні польоту Террі Віртс і Кетрін Хайр, перебуваючи в модулі «Дестини», управляли роботом-маніпулятором станції, за допомогою якого п'ятнадцяти тонний «Транквіліті» підняли (початок підйому в 4 години 5 хвилин) з вантажного відсіку шатла і перемістили до лівого порту модуля «Юніті». О 5 годині 56 хвилин «Транквіліті» був підведений до місця установки на модулі «Юніті», робота була завершена в 8:00 5 хвилин. 13 лютого в 10 годині 30 хвилин Террі Віртс і Кетрін Хайр відповідали на питання кореспондентів Ассошіейтед Пресс, CBS News і Рейтер. Перед розстикуванням астронавти продовжували переносити з шаттла на станцію доставлене обладнання та матеріали, у зворотному напрямку — результати проведених на станції експериментів.

Загальна тривалість польотів в космос — 28 днів 20 годин 29 хвилини.

## Джерело
- Офіційна біографія НАСА [Архівовано 23 листопада 2013 у Wayback Machine.](англ.)